# Paul Elvstrøm
Paul Bert Elvstrøm (Gentofte, 25 de febrero de 1928-Hellerup, 7 de diciembre de 2016) fue un deportista danés que compitió en vela en las clases Finn, Firefly, Flying Dutchman, Snipe, Soling, Star y Tornado.
Fue cuatro veces campeón olímpico y once veces campeón mundial en siete clases diferentes (Finn, 505, Snipe, Flying Dutchman, 5.5 Metros, Star y Soling).

## Primeros años
Paul Elvstrøm nació al norte de Copenhague, en una casa con vistas al estrecho entre Dinamarca y Suecia. Su padre era capitán de barco, pero murió cuando Elvstrøm era pequeño, y fue criado por su madre junto con un hermano y una hermana. Un segundo hermano murió ahogado a los 5 años al caerse de un dique cerca de la casa familiar.
Elvstrøm creció a orillas del Øresund y pronto se aficionó a la navegación, que comenzó tripulando en la flota de un club de pequeños barcos de quilla. Pronto, un vecino le regaló un bote de Oslo al darse cuenta de que la madre de Elvstrøm era demasiado pobre para poder comprarse uno.
En su libro Elvstrøm Speaks on Yacht Racing afirmaba que era «ciego a las palabras» y que no sabía leer ni escribir cuando estaba en la escuela, lo que pudo deberse a la dislexia.  Está claro que Elvstrøm consideraba la escuela una distracción de la navegación: «El profesor sabía que si no estaba en la escuela, estaba navegando.«
Tras dejar la escuela, se hizo socio del Club Náutico de Hellerup, donde adquirió fama de excelente navegante. Durante este periodo se financiaba como albañil, pero en 1954 también empezó a cortar velas para los miembros del club en su sótano.

## Innovación
Elvstrøm destacó como desarrollador de velas y equipos de navegación. Una de sus innovaciones más exitosas fue un nuevo tipo de autocebador. Las nuevas características eran un venturi en forma de cuña que se cierra automáticamente si el barco encalla o choca con un obstáculo, y una aleta que actúa como válvula antirretorno para minimizar la entrada de agua si el barco está parado o se mueve demasiado despacio para que el dispositivo funcione. Los anteriores achicadores automáticos se estropeaban o destruían si encontraban un obstáculo, y dejaban entrar cantidades considerables de agua si la embarcación se movía demasiado despacio.
El Elvstrøm self-bailer todavía está en producción bajo la marca Andersen y ha sido ampliamente copiado; todavía se encuentra en los barcos olímpicos, y otros barcos de gran premio en la vanguardia del deporte. En 2016, Dan Ibsen, director ejecutivo del Real Club Náutico Danés, dijo: «Hoy en día, el Elvstrøm Bailer sigue siendo el único achicador funcional en botes olímpicos y barcos de todo el mundo». «
Otras innovaciones incluyen el chaleco salvavidas Elvstrøm, que fue el primero diseñado y producido específicamente para marineros en activo.
También popularizó la correa de patada, o botavara (EE. UU.). Puede adoptar la forma de polipasto que une un punto bajo del mástil (o un punto equivalente en el casco) y la botavara cerca del mástil, lo que permite soltar la botavara al alcanzar o correr sin izarla. De este modo se controla la torsión de la vela mayor desde el pujamen hasta la proa, lo que aumenta la potencia de la vela y la velocidad y controlabilidad del barco. Elvstrøm no hizo publicidad de su nuevo invento, dejando a sus competidores perplejos ante la velocidad superior de su barco. La investigación de su bote no reveló nada, ya que solía quitar la correa de la patada antes de llegar a tierra.
Entre los conceptos innovadores que aportó a las regatas de veleros estaba el de las puertas en lugar de una única baliza de barlovento o sotavento en las grandes regatas. La puerta de sotavento en un recorrido barlovento-sotavento es de uso común. La puerta de barlovento se utiliza menos a menudo debido a las dificultades en la gestión del derecho de paso alrededor de la puerta derecha, cuyas sutilezas son entendidas sobre todo por los regatistas de match-race. También ha desempeñado un papel decisivo en el desarrollo de varias reglas internacionales de regatas.

## Entrenamiento
Elvstrøm fue uno de los primeros innovadores en técnicas de entrenamiento. Por ejemplo, utilizó la técnica de «sentarse» o hiking utilizando rápel en mayor medida que antes, llevando todo el peso de su cuerpo desde las rodillas hacia arriba fuera del barco, proporcionando así una palanca extra para permitir que el barco se mantuviera nivelado con vientos más fuertes y, por tanto, fuera más rápido que sus competidores. Esta técnica requería una gran fuerza y forma física, por lo que después de los Juegos Olímpicos de 1948, con el fin de mejorar su condición física de cara a los Juegos de 1952, Elvstrøm construyó un banco de entrenamiento con punteras en su garaje para reproducir la posición de sentado en su bote. Después pasó muchas horas entrenando en tierra firme sentado en el banco de su casa.
«Llevó la vela a un nivel en el que había que llamarla deporte», afirma Jesper Bank, director de Elvstrom Sails y dos veces medalla de oro olímpica con Dinamarca. «Antes de Paul, se veía a los competidores con pipas en la boca y gorras de patrón. En aquella época, sin duda pensaban que era un superhombre«.
Según una necrológica de la Asociación Internacional de Finn, «era un deportista y el primer verdadero atleta de la vela. Entrenaba más duro y durante más tiempo que nadie para que, cuando llegara el día de la regata, estuviera mejor preparado que nadie. Era famoso por su fuerza física y su forma física, capaz de superar a cualquiera en el campo de regatas.

## Trayectoria
Por sus numerosos triunfos y por su longevidad en la competición, fue un regatista que hizo leyenda en la historia de la vela. Evolucionó el deporte de la vela por medio de una rigurosa preparación en los aspectos técnicos y físicos.
Participó en ocho Juegos Olímpicos de Verano, entre los años 1948 y 1988, obteniendo en total cuatro medallas de oro: en Londres 1948 (clase Firefly) y en Helsinki 1952, Melbourne 1956 y Roma 1960 (clase Finn), además de dos cuartos puestos, en México 1968 (Star) y en Los Ángeles 1984 (Tornado). Fue el primer regatista en conquistar cuatro títulos olímpicos, y lo hizo en cuatro Juegos consecutivos.
Ganó tres medallas en el Campeonato Mundial de Finn entre los años 1956 y 1959, y una medalla de oro en el Campeonato Europeo de Finn de 1960. También obtuvo una medalla de oro en el Campeonato Mundial de Snipe de 1959 y una medalla de oro en el Campeonato Mundial de Flying Dutchman de 1962.
Logró tres medallas en el Campeonato Mundial de Soling entre los años 1969 y 1974, y tres medallas en el Campeonato Europeo de Soling entre los años 1970 y 1972.
Consiguió tres medallas en el Campeonato Mundial de Star entre los años 1957 y 1967, y una medalla de plata en el Campeonato Europeo de Star de 1958. Por último, obtuvo una medalla de bronce en el Campeonato Mundial de Tornado de 1985 y dos medallas de oro en el Campeonato Europeo de Tornado, en los años 1983 y 1984.
Paralelamente a su actividad deportiva, trabajó como diseñador de velas y botes, fundando su propia empresa. Además, compartió sus conocimientos y experiencia a través de sus libros, artículos y discursos.
En 1996 fue elegido «Deportista danés del siglo XX» por el Comité Olímpico de su país, y en 2007 ingresó en el «Salón de la Fama» de la ISAF.
Su hija Trine compitió en el mismo deporte, y juntos lograron ganar dos veces el Campeonato Europeo de Tornado.

## Palmarés internacional
| Juegos Olímpicos   | Juegos Olímpicos      | Juegos Olímpicos | Juegos Olímpicos |
| Año                | Lugar                 | Medalla          | Clase            |
| ------------------ | --------------------- | ---------------- | ---------------- |
| 1952               | Helsinki (Finlandia)  | Medalla de oro   | Finn             |
| 1956               | Melbourne (Australia) | Medalla de oro   | Finn             |
| 1960               | Roma (Italia)         | Medalla de oro   | Finn             |
| Campeonato Mundial |                       |                  |                  |
| Año                | Lugar                 | Medalla          | Clase            |
| 1956               | Burnham (Reino Unido) | Medalla de plata | Finn             |
| 1958               | Zeebrugge (Bélgica)   | Medalla de oro   | Finn             |
| 1959               | Hellerup (Dinamarca)  | Medalla de oro   | Finn             |
| Campeonato Europeo |                       |                  |                  |
| Año                | Lugar                 | Medalla          | Clase            |
| 1960               | Ostende (Bélgica)     | Medalla de oro   | Finn             |

| Juegos Olímpicos | Juegos Olímpicos      | Juegos Olímpicos | Juegos Olímpicos |
| Año              | Lugar                 | Medalla          | Clase            |
| ---------------- | --------------------- | ---------------- | ---------------- |
| 1948             | Londres (Reino Unido) | Medalla de oro   | Firefly          |

| Campeonato Mundial | Campeonato Mundial               | Campeonato Mundial | Campeonato Mundial |
| Año                | Lugar                            | Medalla            | Clase              |
| ------------------ | -------------------------------- | ------------------ | ------------------ |
| 1962               | San Petersburgo (Estados Unidos) | Medalla de oro     | Flying Dutchman    |

| Campeonato Mundial | Campeonato Mundial    | Campeonato Mundial | Campeonato Mundial |
| Año                | Lugar                 | Medalla            | Clase              |
| ------------------ | --------------------- | ------------------ | ------------------ |
| 1959               | Porto Alegre (Brasil) | Medalla de oro     | Snipe              |

| Campeonato Mundial | Campeonato Mundial     | Campeonato Mundial | Campeonato Mundial |
| Año                | Lugar                  | Medalla            | Clase              |
| ------------------ | ---------------------- | ------------------ | ------------------ |
| 1969               | Copenhague (Dinamarca) | Medalla de oro     | Soling             |
| 1971               | Byron Bay (Australia)  | Medalla de bronce  | Soling             |
| 1974               | Palm Beach (Australia) | Medalla de oro     | Soling             |
| Campeonato Europeo |                        |                    |                    |
| Año                | Lugar                  | Medalla            | Clase              |
| 1970               | Hankø (Noruega)        | Medalla de oro     | Soling             |
| 1971               | Travemünde (RFA)       | Medalla de oro     | Soling             |
| 1972               | Copenhague (Dinamarca) | Medalla de bronce  | Soling             |

| Campeonato Mundial | Campeonato Mundial     | Campeonato Mundial | Campeonato Mundial |
| Año                | Lugar                  | Medalla            | Clase              |
| ------------------ | ---------------------- | ------------------ | ------------------ |
| 1957               | La Habana (Cuba)       | Medalla de plata   | Star               |
| 1966               | Kiel (RFA)             | Medalla de oro     | Star               |
| 1967               | Copenhague (Dinamarca) | Medalla de oro     | Star               |
| Campeonato Europeo |                        |                    |                    |
| Año                | Lugar                  | Medalla            | Clase              |
| 1958               | N. d.                  | Medalla de plata   | Star               |

| Campeonato Mundial | Campeonato Mundial       | Campeonato Mundial | Campeonato Mundial |
| Año                | Lugar                    | Medalla            | Clase              |
| ------------------ | ------------------------ | ------------------ | ------------------ |
| 1985               | Travemünde (RFA)         | Medalla de bronce  | Tornado            |
| Campeonato Europeo |                          |                    |                    |
| Año                | Lugar                    | Medalla            | Clase              |
| 1983               | Skovshoved (Dinamarca)   | Medalla de oro     | Tornado            |
| 1984               | Medemblik (Países Bajos) | Medalla de oro     | Tornado            |